# ヴィナター
ヴィナター（Vinatā）は、インド神話に登場する女性。ダクシャの娘の1人で、カシュヤパ仙の妻。アルナ、ガルダの母。白馬ウッチャイヒシュラヴァスの色をめぐって姉妹のカドゥルーと賭けをした。
カシュヤパ仙はダクシャの娘を多く娶ったが、その中でも特にカドゥルーとヴィナターに満足していたので、2人に何でも願いを叶えると約束した。カドゥルーはともに等しく偉大な1000の息子を望んだが、ヴィナターはカドゥルーのどんな子供よりも優れた2人の子供を望んだ。そして2人はそれぞれ卵を生み、500年間保管した。
ところが500年後カドゥルーの卵がみな孵化し、1000のナーガが生まれてきたのに対し、ヴィナターの2つの卵はどちらも孵化しないままだった。ヴィナターが焦って片方の卵を壊し、無理やり孵化させると、中にいたアルナの身体は未成熟で上半身しか形成されていなかった。アルナは怒って500年間カドゥルーの奴隷になるよう母を呪った。アルナはもし本当にカドゥルーの子供たちより強大な子供がほしいならば、さらに500年間保管しなければならないが、500年後に生まれてくる兄弟はヴィナターを奴隷の身分から解放してくれるだろうと忠告し、天に昇っていった。
後にヴィナターはカドゥルーがウッチャイヒシュラヴァスの色を尋ねてきたとき、白色だと主張し、賭けをしようと言った。カドゥルーは負けた方が奴隷になることにし、策略を用いて賭けに勝利した。
敗れたヴィナターは500年間カドゥルーに仕えたが、その後生まれたガルダの働きによって奴隷から解放された。
なお『マハーバーラタ』の特殊な神話によると、ヴィナターは小児を襲う病魔（グラハ）の1つ、鳥魔（シャクニグラハ）として数えられている。